# George Gulack
George Julius Gulack  (født 12. maj 1905 i Riga, Letland, død 27. juli 1987 i Boca Raton, Florida) var en amerikansk gymnast med lettiske rødder.

## Sportskarriere
Gulack var både en dygtig gymnast og atletikudøver. Han var lettisk mester i gymnastik i 1921, og han havde også et nationalt mesterskab i stangspring, inden han efter at være emigreret til USA koncentrerede sig fuldstændigt om gymnastikken. Hans bedste disciplin var ringe, hvor han blev amerikansk mester i 1928.
Han blev derpå udtaget til OL 1932 i Los Angeles, hvor der var 14 deltagere i konkurrencen i ringe. Resultatet blev, at Gulack vandt guld med 56,9 point foran sin landsmand William Denton med 55,8 point og Giovanni Lattuada fra Italien med 55,5 point.
Gulack vandt i 1935 endnu et amerikansk mesterskab i ringe.

## Øvrige karriere
Efter afslutningen af sin aktive karriere blev Gulack administrator inden for gymnastik. Han var således med til at designe nye regler for det amerikanske forbund, så de var mere på linje med internationale standarder. Han var også leder af det amerikanske gymnastikhold ved OL 1948 i London, ligesom han var international dommer gennem næsten 25 år, formand for det amerikanske gymnastikforbund, præsident for den panamerikanske gymnastikføderation samt æresvicepræsident for det internationale gymnastikforbund. Endelig var Gulack medlem af den amerikanske olympiske komité 1934-1958.